# Шакиров, Джигандар Тагирович
Джиганда́р Таги́рович Шаки́ров (23 июня 1914, Тыканово, Уфимская губерния — 6 мая 2006, Уфа) — советский, российский, башкирский пчеловод, почётный академик АН РБ (1995), заслуженный деятель науки БАССР (1980), заслуженный зоотехник РСФСР (1985). Кандидат биологических наук (1967), доцент (1968).

## Биография
Родился в д. Тыканово Бирского уезда Уфимской губернии.
Окончил Юматовский зоотехникум (1937) и Башкирский государственный педагогический институт имени К. А. Тимирязева (1950) (ныне Уфимский университет науки и технологий). Также учился в аспирантуре НИИ пчеловодства у профессора Г. Ф. Таранова.
В 1939-46 гг. в рядах Советской армии, участник Великой Отечественной войны, был ранен, отмечен боевыми наградами. После войны многие годы преподавал пчеловодство в родном техникуме.
Работал учителем в школах республики Башкортостан Балтачевского, Иглинского и Шаранского районов республики (1931—1939); преподавателем и завучем Юматовского сельскохозяйственного техникума (1946—1963); с 1963 г. в Башкирском сельскохозяйственном институте.
В последнем первый заведующий в 1963—1979 гг. кафедрой пчеловодства, её основатель.
В 1967 г. в Казанском государственном ветеринарном институте защитил кандидатскую диссертацию «Использование местных пчел в племенных целях в колхозах и совхозах Башкирской АССР». Под его руководством защищена кандидатская диссертация.
Почётный академик АН РБ (1995) — состоял в Отделении сельскохозяйственных наук.
Труды
Автор около 80 научных и научно-методических работ. В 1938 г. в журнале «Пчеловодство» (№ 10) он опубликовал свою первую статью «Как я преподаю».
- Шакиров Д. Подготовка специалистов по пчеловодству. — М.: М-во сельского хозяйства СССР, 1980.
- Шакиров Д. Пчеловодство Башкирии". — 2-е изд. — Уфа: Башкнигоиздат, 1992.

## Награды
- Орден Отечественной войны 2-й степени (01.08.1986)[3]
- Заслуженный зоотехник РСФСР (1985)
- Заслуженный деятель науки Башкирской АССР (1980)
- Серебряная медаль ВДНХ СССР.